# Propanol
A propanol vagy pontosabban propán-1-ol, 1-propanol egy szerves vegyület, primer alkohol. Konstitúciós izomerje az izopropanol vagy más néven 2-propanol.

## Kémiai tulajdonságai
Színtelen folyadék, a szaga a hétköznapi alkoholra (etanol) emlékeztető. Vízzel, etanollal és dietil-éterrel korlátlanul elegyedik. Főként oldószerként használják. A propanol gyúlékony vegyület, meggyújtva elég. A lángja alig világít. Az égésének termékei a szén-dioxid és a víz. Oxidációval propionaldehiddé és propionsavvá alakítható. A propionsav a krómsavas oxidációjával nyerhető.

## Előállítása
A propanolt etilén, szén-monoxid és hidrogén reakciójával állítják elő. Ez a folyamat úgynevezett hidroformilezés. Ennek során először propionaldehid keletkezik, majd ez redukálódik tovább propil-alkohollá.
{\displaystyle \mathrm {CH_{2}{=}CH_{2}+CO+H_{2}\rightarrow CH_{3}{-}CH_{2}{-}CH_{2}{-}OH} }
A szeszes erjedéskor keletkező úgynevezett kozmás olajok is tartalmaznak propanolt, ezekből is kinyerhető.

## Felhasználása
A propanolt főként oldószerként használják. Felhasználható lakkok, festékek, cellulózszármazékok oldására. Emellett fertőtlenítésre is használható. Kiindulási anyag egyes szintéziseknél.